# Afanasjewo (obwód kirowski)
Afanasjewo (ros. Афанасьево) – osiedle typu miejskiego w Rosji, w obwodzie kirowskim, ośrodek administracyjny rejonu afanasjewskiego. W 2010 liczyło 3435 mieszkańców.